# ダモクレスのゴルフ
『ダモクレスのゴルフ』は本島幸久のゴルフ漫画作品。2020年4月30日よりスポーツブル内『COMIC BULL』（運動通信社・講談社）、およびコミックDAYS（講談社）にてWeb連載を開始。COMIC BULLでの掲載は22話で終了したが、コミックDAYSでは23話以降、第33話まで掲載が継続した。
プロゴルファーを登場人物としてプロゴルフの試合を描くが、男子で4日間、女子で3日間にわたって開催されるプロゴルフトーナメントではなく、プロゴルファーたちの参加費がそのまま賞金となり、1日で完結するミニツアーを舞台とする。
タイトルはダモクレスの剣の故事に因んでおり、作中でも「高名なゴルフ評論家がストロークプレーにかかるプレッシャーを例えた」として紹介されている。

## 主な登場人物
真中 進一朗（まなか しんいちろう）
プロゴルファーを目指す研修生。物語の語り手でもある。
いっしょにミニツアーをラウンドした鉄に興味を持ち、以降も一緒に回れるよう鉄のスケジュールに合わせてミニツアーに参加して行く。
ゴルフのスコアは平凡で取りたてて技量も高くないが、知識量（蘊蓄）は豊富。
八咫崎 鉄（やたざき てつ）
通称「マグロゴルファー」。
漁船「雷音丸」の船長も務める漁師兼業のプロゴルファー。天井が低く、揺れる漁船の中でクラブの素振り練習を繰り返していることから、そのスウィングはトップもフォローも低いヨコ回転で、飛距離が出ない。また、漁船の甲板にクラブを放り出していることも多いため、アイアンなどは錆びついている。
根っからの勝負師であり、賞金がからむと活き活きとしてくるだけでなく、リスクの高い状況、すなわち自らの頭上に「ダモクレスの剣」が吊り下げられている状況になると活き活きとしてくる。漁師としての年収も1千万円程度はあるが、「金はいくらあってもこまらない」とのこと。
通称は漁船に乗っていることもあるが（マグロはあまり獲らないとは本人の弁）、対戦相手が鉄との競争から自滅し揚げられたマグロのようになることから。
トッペイ
鉄の舎弟。鉄をアニキと慕う。
鉄がスウィングの練習にいそしんでいるため、雷音丸の操船なども行う。キャディも務める。
仁科 シュウ（にしな シュウ）
昨年の学生チャンピオンであり、この春プロテストに合格した新人。
望洋（ぼうよう）ゴルフクラブのミニツアーで真中、鉄と最終組でラウンドする。なお、組み分けは成績ではなく申し込み順。
一緒にラウンドする相手をとりあえずの敵とすることで、危険な状況を考えないようにしていたが、鉄と違って「ダモクレスの剣」を楽しむメンタリティーはなく、自滅していった。
夏原 霧子（なつはら きりこ）
女子プロゴルファー。兎土（うど）ゴルフ倶楽部のミニツアーに主に参加している。ミニツアーは男女同組になることもあり、真中、鉄とラウンドすることになる。コスチュームの胸には「A.T」と記されている。
鉄と同様の勝負師であり「ダモクレスの剣」を楽しめるメンタルの持ち主。鉄に男子優勝賞金と女子優勝賞金の総取りの賭博行為（違法行為でもある）を持ち掛ける。
キャバ嬢と兼業のプロゴルファー。鉄との勝負は引き分けに終わったが、ツアー後、それと知らずにキャバレーへ遊びに来た鉄から男子優勝賞金相当の金額を巻き上げた。
棺野 錠（かんの じょう）
碧の杜ゴルフリゾートのミニツアーで真中、鉄とラウンドする。コスチュームには「C-OKI」
敵無しで「天才」と呼ばれ、2年前にプロのトーナメントに招待出場した際にも優勝し、大学生の時点でプロとなった。圧倒的な実力差で対戦相手の戦意を喪失させることから通称「棺桶のジョウ」。1年ほど前から夜は眠れず、昼は寝ているか起きているかはっきしりない状態になり、体力的な問題から4日間にわたるプロトーナメントへの参加を見送っていた。
潤沢 千絵（うるさわ ちえ）
錠の専属のプロキャディを務める女性。錠とは同じ大学でゴルフ部の後輩にあたる。

## 書籍情報
- 本島幸久『ダモクレスのゴルフ』講談社〈KCデラックス〉、全3巻
  1. 2020年10月15日発売[4]、ISBN 978-4-06-521441-1
  2. 2021年5月14日発売[5]、ISBN 978-4-06-522410-6
  3. 2021年10月15日発売[6]、ISBN 978-4-06-524030-4